# آلیسون استونر
 آلیسون استونر (انگلیسی: Alyson Stoner؛ زادهٔ ۱۱ اوت ۱۹۹۳) یک هنرپیشه، و خواننده اهل ایالات متحده آمریکا است. وی از سال ۲۰۰۲ میلادی تاکنون مشغول فعالیت بوده‌است.
از فیلم‌ها یا برنامه‌های تلویزیونی که وی در آن نقش داشته‌است می‌توان به دوجینش ارزان‌تر است و دوجینش ارزان‌تر است ۲ اشاره کرد.